# Nayuta
nayuta（なゆた）は、日本の女性歌手、声優。
愛称は「なゆたん」。声域はソプラノ。同人歌手・ネット声優活動においてはサークル名として「7uta.com」を使用している。

## 人物
元EastNewSoundのボーカリスト。アニメ『涼宮ハルヒの憂鬱』のヒロインである涼宮ハルヒ役で知られている声優、平野綾の声真似を得意とする。ニコニコ動画に投稿されている動画「組曲『涼宮ハルヒの憂鬱』」で、『涼宮ハルヒの憂鬱』のキャラクター全ての声真似を1人で行い、再生数およそ350万と大ヒットを収めた（2023年10月15日現在）。同動画に投稿されている歌ってみた関連の動画では、囁いて言葉を発しメロディーに乗せるといったウィスパーボイスを多用している。好きな歌手に、茶太、eufonius、霜月はるか、牧野由依などを挙げている。また、自身で作詞・作曲も手がけ、WhiteFlame等の同人音楽サークルに参加もしている。ニコニコ動画においては、2010年10月29日以降活動が見られなかったが、2011年12月4日に『「Brand New Day」を歌ってみた ver.nayuta 』で活動を再開した。

## 来歴
2005年
- 8月 同人活動開始。

2007年
- 4月 同人活動での名前の表記を「葉月奈乃」から「葉月なの」に変更。
- 6月18日

ニコニコ動画に「歌ってみた」動画の投稿を始める（以下、投稿はニコニコ動画を指す。順位は同動画内のもの。）。
同動画名義は「nayuta」。
投稿曲は『歌いたくなったのでyou（原曲ver）を歌ってみた』で後に再生数ミリオン突破。
- 7月29日 『勢いで組曲「涼宮ハルヒの憂鬱」を歌ってしまった』を投稿[3]。後に再生数ダブルミリオン突破。

2008年
- 5月16日 『歌いたくなったのでニコニコ動画流星群を歌ってみた』を投稿[4]。後に再生数ダブルミリオン突破。最高1位。
- 7月7日

『「ブラック★ロックシューター」を歌ってみた』を投稿。後に再生数ミリオン突破。最高1位。
同日、他に『「letter song」を歌ってみた 』、『「貴方に花を 私に唄を」を歌ってみた 』も投稿している。
- 8月13日 メジャーデビューシングル『Bring up…LOVE』をリリース。
- 9月19日 A姉とのコラボ曲である『「ライオン」を力いっぱい歌ってみた（A姉＆nayuta）』[6]を投稿。最高1位。
- 12月6日

葉月なの名義（後にななくさなゆ名義に変更）で自身のブログである「ななくさなゆBlog」を開始。
同年に、nayuta名義の「nayutaのブログ」も始めている。
- 12月16日 『「初めての恋が終わる時」をアレンジして歌ってみた（by nayuta＆N）』[7]を投稿。最高1位。

2009年
- 1月7日 同人活動の名義を「ななくさなゆ」に変更。
- 4月11日 名義を「nayuta」に統一、サークル名を「ななくさなゆ」に変更。
- 8月 受験のため活動を大幅に縮小。
- 9月2日 WhiteFlameの1st商業アルバム『君のいる景色』に表題曲として参加。

2010年
- 3月16日 『感謝の気持ちをこめて「愛言葉」を歌ってみた by nayuta 』[8]を投稿。大学合格を発表。活動を再開。
- 4月13日 ゆもとのコラボ曲である『【nayuta】magnet　歌ってみた【ゆも】』を投稿。最高1位。
- 8月7日 この日を最後にブログ「ななくさなゆBlog」の更新が停止。
- 9月27日 『「鎖の少女」を歌ってみた 』[9]を投稿。最高2位。
- 10月29日 この日を最後にブログ「nayutaのブログ」の更新が停止。ニコニコ動画での活動を休止。
- 12月30日

「EastNewSound」として初のオリジナル楽曲「structure」を、Vocalとして担当。同曲収録アルバム発売。
この日を最後に「EastNewSound」での活動を休止。
2011年
- 12月4日 ニコニコ動画で活動を再開。投稿曲は『「Brand New Day」を歌ってみた ver.nayuta 』[10]。最高9位。

2012年
- 1月10日『「七色のニコニコ動画」を歌ってみた ver.nayuta 』[11]を投稿。最高1位。

2013年
- 2月10日 およそ1年ぶりにニコニコ動画へ動画を投稿。投稿曲は『「Life」を歌ってみた ver.nayuta 』[12]。最高2位
- 7月28日 ブログ再開。

2014年
- 7月6日 ニコニコ動画のコミュニティ『なまゆた。』開設。
- 7月27日 第1回ニコニコ生放送配信。

2018年
- 9月23日 初のワンマンライブ 『この声が届く日~nayuta solo live 11th Anniversary & Birthday Event~』開催[13]。

2020年
- 1月1日 結婚を発表[14]。

2022年
- 6月12日 15周年記念ライブ 『nayuta 15th Anniversary Live 青の結び目 -Blue Knots-』開催[15]。
  - 9月27日 追加公演を開催[15]。

2025年
- 9月27日 自身の声を元にしたVoiSonaソングライブラリ「那由歌」を発売

## 参加ユニット
- ななくさなゆ

自身の同人活動サークル。
- LC:AZE

同人音楽サークルで、ゲストボーカルとして参加。
- ゆるり

ニコニコ動画で活動するほたる、リツカとnayutaの3人で結成。
ユニット名の由来はnayutaの「ゆ」、ほたるの「る」、リツカの「り」から。
- La prière

藍月なくる、棗いつき、nayutaの3人で結成。
- NaYuri

優莉とのツインボーカルユニット。

## 過去の参加ユニット
- EastNewSound

同人音楽サークルで、ボーカリストとして活動。
2010年12月30日活動休止。

## 参加作品

### アニメ
- Candy boy（ウェイトレス）
- ポヨポヨ観察日記（佐藤萌）

### ゲーム
- ソード・ワールド2.0リプレイ たのだん（ポニー）
- 宿星のガールフレンド2 
  - 星と恋するコンチェルト (歌唱)
- かけぬけ★青春スパーキング！
  - Love♡Vacation (松下と共に歌唱)
- 終わりの鐘が鳴る前に 
  - 君がくれた旋律 (歌唱)
  - 星想圏 (歌唱)
- maimaiデラックス
  - Kairos (ARForest feat.nayuta名義、歌唱)
- CHUNITHM
  - うたかたのせかいで (DJ Raisei vs Setca. faet.nayuta名義、歌唱)
- SOUND VOLTEX
  - リュミレイラ (後藤 feat.nayuta名義、歌唱)
  - 緋色月下、狂咲ノ絶 (nayuta 2017ver) (EastNewSound名義、歌唱)

### CMナレーション
- ケータイ小説「君のせい」 （2008年、ソフトバンククリエイティブ）
- GA文庫「神曲奏界ポリフォニカ」 （2008・2009年、ソフトバンククリエイティブ）

### CD

#### 商業作品
- EXIT TRANCE PRESENTS SPEED アニメトランス BEST 3 （2008年3月5日、EXIT TUNES）
  - 経験値上昇中☆（NANO名義）
  - 1000%SPARKING!（NANO名義）
- ランティス組曲 feat.Nico Nico Artists （2008年3月5日、ランティス） 
  - ニコニコ動画とランティスの企画共同シングル。
  - 参加者はnayutaの他にゴム、A姉、yonjiなど。
  - オリコン週間チャート17位。
- ランティスの缶詰 by Nico Nico Artists （2008年4月9日、ランティス）
- Bring up…LOVE （2008年8月13日、Dreamusic） 
  - ニコニコ動画配信アニメ「Candy boy」主題歌。
  - オリコン週間チャート44位（デイリー21位）。
- EXIT TRANCE PRESENTS SPEED アニメトランス BEST 5 （2008年11月19日、EXIT TUNES）
  - 冒険でしょでしょ？（NANO名義）
- アニメ☆ダンス オンライン （2008年12月17日、FARM RECORDS）
- スーパー★アニメ☆リミックス vol.2 （2009年1月28日、Dreamusic）
- スーパーアニメリミックスSUPER BEST （2009年7月22日、Dreamusic）
- 君のいる景色（2009年9月2日、ティー ワイ エンタテインメント）
  - WhiteFlame presents feat. 巡音ルカ名義で発売。Disc2で表題曲を担当。

#### 同人作品
- Lyrical Crimson (2008年12月15日、EastNewSound)
  - 「STAY HERE, NOT ALONE」
  - 緋色月下、狂咲ノ絶
- Scattered Destiny (2009年2月18日、EastNewSound)
  - 死奏憐音、玲瓏ノ終
- Lucent Wish (2009年7月26日、EastNewSound)
  - 風導星歌、黎明ノ景
- Sacred Factor (2009年12月09日、EastNewSound)
  - 緋色月下、狂咲ノ絶 -1st Anniversary Remix-
- Overkill Fury (2020年12月29日、EastNewSound)
  - 死生信艶、暴謳ノ絶
- OVERDOSE (2022年8月7日、EastNewSound)
  - 髑薬遊戯、解魂ノ絶
- Votive Offering (2022年12月31日、EastNewSound)
  - I'll be with you.